# AJ Mitchell
Aaron Fredrick "AJ" Mitchell Jr. (Belleville, 17 de maio de 2001)  é um cantor e compositor norte-americano, atualmente contratado pela Epic Records. Ganhou proeminência no meio artístico em 2017, após a publicação de covers no YouTube e Instagram.